# رئاسة جيمي كارتر
بدأت رئاسة جيمي كارتر ظهر يوم 20 يناير 1977، عندما عُيِّن في منصب الرئيس التاسع والثلاثين للولايات المتحدة، وانتهت في 20 يناير 1981.
تولَّى كارتر - ديمقراطي من جورجيا - منصبه بعد هزيمة رئيس الحزب الجمهوري حينها جيرالد فورد في انتخابات الرئاسة الأمريكية 1976، وانتهت رئاسته بعد هزيمته في انتخابات الرئاسة الأمريكية 1980 أمام رونالد ريغان من الحزب الجمهوري.
تولَّى كارتر منصبه خلال فترة «الركود التضخمي»، حيث شهد الاقتصاد مزيجًا من التضخم الاقتصادي المرتفع والنمو الاقتصادي البطيء. تركَّزت سياساته المتعلقة بالميزانية على الحد من التضخم من طريق تقليص العجز والإنفاق الحكومي. استجابةً للمخاوف المتعلقة بمصادر الطاقة خلال معظم فترة السبعينيات، وسنَّت إدارته سياسة وطنية صُمِّمت لدعم جهود الحفاظ على الطاقة وتطوير الموارد البديلة،  وهي سياسة وطنية لم تمنع مرور البلاد بأزمة الطاقة في عام 1979، وفترة ركود بعدها في عام 1980. سعى كارتر إلى إصلاح أنظمة الرفاهية والرعاية الصحية والضرائب في البلاد، لكنَّه فشل فشلًا كبيرًا في مهمته؛ ويرجع ذلك جزئيًا إلى علاقاته السيئة مع الكونغرس.
عمد كارتر - الذي استلم مقاليد الحكم في خضمِّ الحرب الباردة - إلى توجيه السياسة الأمريكية الخارجية نحو التركيز على قضايا حقوق الإنسان، وواصل انتهاج سياسات الحرب الباردة التصالحية التي اتبعها أسلافه، وتطبيع العلاقات مع الصين، ومتابعة محادثات الحد من الأسلحة الاستراتيجية مع الاتحاد السوفيتي، وساعد على ترتيب اتفاقات كامب ديفيد بين إسرائيل ومصر في محاولة لإنهاء الصراع العربي الإسرائيلي. ضمن كارتر عبر معاهدات توريخوس نقل قناة بنما إلى بنما. تخلَّى كارتر بعد الحرب السوفيتية في أفغانستان عن سياساته التصالحية تجاه الاتحاد السوفيتي وبدأ حقبة من الحشد العسكري والضغط الدبلوماسي الذي تجلَّى في انسحاب أمريكا من الألعاب الأولمبية في موسكو.
تميِّزت الأشهر الخمسة عشر الأخيرة من ولاية كارتر الرئاسية بأزمات كبرى إضافية، بما فيها أزمة رهائن إيران والضيق الاقتصادي. احتج تيد كينيدي - ديمقراطي ليبرالي بارز - على معارضة كارتر إقامة نظام تأمين صحي وطني، وتحداه في الانتخابات التمهيدية للحزب الديمقراطي عام 1980، لكنه خسر أمامه بفضل الدعم العام الذي حظيت به سياسات كارتر في أواخر عام 1979 وأوائل عام 1980، لينتصر كارتر ويُعاد ترشيحه مجددًا. شهدت الانتخابات العامة مواجهة بين كارتر وريغان، الحاكم المحافظ السابق لكاليفورنيا، إذ حقق ريغان نصرًا حاسمًا. 
يُصنَّف كارتر وفق استطلاعات الرأي التي أُجراها المؤرخون وعلماء السياسة على أنَّه رئيس دون المتوسط، لكن هذا التقييم يتحسن بالأثر الإيجابي الذي حققه كارتر عبر أنشطته الإنسانية بعد الرئاسة في جميع أنحاء العالم.

## انتخابات عام 1976
انتُخب كارتر حاكمًا لجورجيا في عام 1970، وقضى في منصبه أربع سنوات ذاع صيته خلالها في جنوب الولايات المتحدة بصفته حاكمًا تقدميًا ومعتدلًا في القضايا العرقية. بعد ملاحظة نجاح جورج ماكغفرن في الانتخابات التمهيدية للحزب الديمقراطي لعام 1972، بدأ كارتر يؤمن بإمكانية فوزه بترشيح الحزب الديمقراطي للرئاسة عام 1976 من خلال الترشح بصفته مرشحًا خارجيًا لا تجمعه أي علاقات مع السياسيين في واشنطن العاصمة. أعلن كارتر في ديسمبر 1974 ترشحه لانتخابات رئاسة الحزب الديمقراطي عام 1976 وأقسم «ألا يكذب أبدًا على الشعب الأمريكي». لم ترجح الكفة أي مرشح في الانتخابات التمهيدية للحزب الديمقراطي حينها، خاصة مع انسحاب قادة ديمقراطيين من السباق الانتخابي، مثل مرشح عام 1968 هيوبرت همفري والسيناتور والتر مونديل من مينيسوتا والسيناتور تيد كينيدي من ماساتشوستس. سعى كل من مو أودال، وسارجنت شرايفر، وبيرش بايه، وفريد آر. هاريس، وتيري سانفورد، وهنري جاكسون، ولويد بنتسن، وجورج والاس جميعًا لترشيح أنفسهم، علمًا أن العديد منهم كانوا أكثر شهرةً من كارتر.
سعى كارتر إلى التماس دعم مجموعات مختلفة في الحزب؛ جذب الليبراليين عبر دعواته إلى خفض الإنفاق الدفاعي وكبح جماح وكالة المخابرات المركزية، وأعجب المحافظين أيضًا عبر صب تركيزه على الحد من الهدر الحكومي. فاز كارتر بأكبر عدد من الأصوات في المؤتمر الحزبي لمجالس أيوا الانتخابية، واحتل العناوين الرئيسية في التغطية الإعلامية قبل الانتخابات التمهيدية في نيو هامبشاير، حيث انتصر أيضًا. أقصت هزيمة والاس أمام كارتر لاحقًا في الانتخابات التمهيدية في فلوريدا وكارولينا الشمالية منافس كارتر الأبرز في الجنوب، وبات الأوفر حظًا بعد فوزه على جاكسون في الانتخابات التمهيدية في بنسلفانيا. حسم كارتر نتيجة الترشيح في اليوم الأخير من الانتخابات التمهيدية رغم الدخول المتأخر للسيناتور فرانك تشرتش والحاكم جيري براون في السباق الانتخابي. استمر نشاط المؤتمر الوطني الديمقراطي لعام 1976 بصورة متسقة، وبعد إجراء مقابلات مع العديد من المرشحين، وقع اختيار كارتر على مونديل ليشغل منصب نائب رئيس الحزب الديمقراطي. لاقى اختيار مونديل استحسانًا جيدًا في صفوف الديمقراطيين الليبراليين، الذين شكك الكثير منهم في كارتر.
خاض الجمهوريون مؤتمرًا تنافسيًا خلص في النهاية إلى ترشيح الرئيس حينها جيرالد فورد، الذي تولى الرئاسة في عام 1974 بعد استقالة ريتشارد نيكسون بسبب تورط الأخير في فضيحة ووترغيت. أظهرت استطلاعات الرأي في أغسطس 1976 تقدم كارتر بفارق 15 نقطة مع انقسام الجمهوريين بصورة سيئة، ومواجهة فورد تساؤلات حول كفاءته كرئيس. واصل كارتر في الحملة الانتخابية العامة الترويج لأجندة وسطية، سعيًا منه إلى إرساء مواقف ديمقراطية جديدة في أعقاب الستينيات المضطربة. قبل كل شيء، هاجم كارتر النظام السياسي، معرّفًا نفسه بأنه شخص «من الخارج» سيصلح واشنطن في حقبة ما بعد ووترغيت. ردًا على ادعاءاته، هاجم فورد «غموض» كارتر المفترض، بحجة أنه قد اتخذ مواقف غامضة بشأن القضايا الرئيسية. تواجه كارتر والرئيس فورد في ثلاث مناظرات متلفزة خلال انتخابات عام 1976، وهي أول نقاشات من هذا النوع منذ عام 1960. عُدّ فورد فائزًا في المناظرة الأولى، لكنه ارتكب خطأً فادحًا في المناظرة الثانية عندما صرح: «لا توجد هيمنة سوفيتية على أوروبا الشرقية». وضعت هذه الزلة حدًا لزخم فورد في الآونة الأخيرة، بينما دعّم كارتر حملته بأداء قوي في المناظرة الثالثة. أظهرت استطلاعات الرأي قبل يوم الانتخابات احتدام السباق الرئاسي.
فاز كارتر في الانتخابات بنسبة 50.1٪ من الأصوات الشعبية و297 صوتًا من أصوات المجمع الانتخابي، بينما حصل فورد على 48٪ من الأصوات الشعبية و240 صوتًا في المجمع الانتخابي. تمثل الانتخابات الرئاسية لعام 1976 الفوز الوحيد للديمقراطيين في الانتخابات الرئاسية بين عامي 1964 و1992. حقق كارتر نتائج جيدة في الشمال الشرقي والجنوب خاصةً، بينما اجتاح فورد الغرب وفاز بمعظم أصوات الغرب الأوسط. في انتخابات الكونغرس المتزامنة، رفع الديمقراطيون عدد أغلبيتهم في كل من مجلس النواب الأمريكي ومجلس الشيوخ الأمريكي.

## الانتقال الرئاسي
جرى التخطيط الأولي لانتقال كارتر الرئاسي قبل انتخابه بعدة أشهر؛ كان كارتر أول مرشح رئاسي يخصص أموالًا كثيرة وعددًا كبيرًا من الموظفين لجهود التخطيط الانتقالي قبل الانتخابات، جهود أصبحت فيما بعد ممارسة معتادة. وضع كارتر بانتقاله الرئاسي نهجًا أثر في جميع الانتقالات الرئاسية اللاحقة، متبعًا أسلوبًا منظمًا لعملية انتقاله، مع توسيع العملية وجعلها أكثر رسمية من عمليات الانتقال الرئاسية السابقة.